# Berkley, England
Berkley är en ort och civil parish i Storbritannien.   Den ligger i grevskapet Somerset och riksdelen England, i den södra delen av landet, 150 km väster om huvudstaden London. Berkley ligger 81 meter över havet och antalet invånare är 344.
Terrängen runt Berkley är huvudsakligen platt, men österut är den kuperad.Runt Berkley är det ganska tätbefolkat, med 239 invånare per kvadratkilometer. Närmaste större samhälle är Bath, 15,8 km norr om Berkley. Trakten runt Berkley består i huvudsak av gräsmarker.